# Дикака
Дикака (также диджим-бвилим, чам-мона, чам; англ. dikaka, dijim–bwilim, cham-mona, cham, cam; самоназвание: dijim, bwilǝ́m) — адамава-убангийский язык, распространённый в восточных районах Нигерии, язык народа чам-мона. Входит в состав ветви ваджа-джен подсемьи адамава. Представляет собой диалектный пучок, состоящий из двух близкородственных диалектов — диджим и бвилим. В некоторых классификациях диджим (чам) и бвилим (мона) рассматриваются как два самостоятельных языка.
Имеются сведения о распространении среди носителей дикака свистящего языка.
Численность говорящих — около 25 000 человек (1998). Письменность основана на латинском алфавите.

## О названии
Самоназвание диалектов языка дикака — dijim и bwilǝ́m, самоназвание этнической общности диджим — níi dìjí (в единственном числе), dìjím (во множественном числе), самоназвание этнической общности бвилим — níi bwilí (в единственном числе), bwilǝ́m (во множественном числе). Известны также локальные варианты названия диалекта диджим — «чам» (cham, cam) и «киндийо» (kindiyo). К числу локальных вариантов названия диалекта бвилим относят лингвоним «фитилай» (fitilai) — по наименованию одного из селений. На языке хауса название диалекта бвилим звучит как «мвона» (mwona). Известны также такие варианты этого лингвонима как «мвана» (mwana), «мвано» (mwano), «мона» (mona) и «мвомо» (mwomo).

## Классификация
Согласно классификации, представленной в справочнике языков мира Ethnologue, язык дикака вместе с языком цо входит в состав подгруппы чам-мона группы ваджа ветви ваджа-джен подсемьи адамава адамава-убангийской семьи.
В классификации Р. Бленча язык диджим-бвилим, или чам (дикака) вместе с языком цобо (цо) образует подгруппу диджим-бвилим, которая включена в группу ваджа подсемьи адамава адамава-убангийской семьи.
В классификации У. Кляйневиллингхёфера, опубликованной в базе данных по языкам мира Glottolog, ветвь языков ваджа-джен (с языком диджим-бвилим, или дикака, в её составе) отнесена к семье гур. Язык дикака вместе с языками бангвинджи, дадийя и тула в рамках этой семьи образуют языковое единство — ядерные тула, которое вместе с языком цо и языковым кластером авак-камо последовательно включается в следующие языковые объединения: языки тула, языки тула-ваджа, языки ваджа-джен, языки центральные гур и языки гур. Последние вместе с адамава-убангийскими языками и языками гбайя-манза-нгбака образуют объединение северных вольта-конголезских языков.
По общепринятой ранее классификации Дж. Гринберга, диалекты дикака показаны как отдельные языки чам и мона, которые вместе с языками тула, дадийя, ваджа, каму и авак образуют одну из 14 групп адамава-убангийской семьи.

## Лингвогеография

### Ареал и численность
Область распространения языка дикака размещена в восточной Нигерии на части территории штата Гомбе — в районах Баланга и Калтунго и на части территории штата Адамава — в районе Ламурде. В этническую территорию дикака входит около 20 селений.
Ареал языка дикака со всех сторон, кроме восточной, окружён областью распространения близкородственных адамава-убангийских языков: с севера к ареалу языка дикака примыкает ареал языка ваджа, с северо-востока — ареал языка лонгуда, с юга — ареал языка ква, с юго-запада — ареал языка цо, с запада — ареал языка дадийя, с северо-запада — ареал языка тула. На востоке ареал языка дикака граничит с ареалом центральночадского языка бачама. Внутри ареала языка дикака размещён район распространения изолированного языка джалаа.
По данным 1968 года численность носителей языка дикака составляла 7545 человек (из них 3257 человек были носителями диалекта диджим, 4282 человека — носителями диалекта бвилим). Согласно сведениям, представленным в справочнике Ethnologue, численность говорящих на языке дикака в 1998 году составляла 25 000 человек. По современным оценкам сайта Joshua Project численность носителей этого языка составляет 43 000 человек (2017).

### Социолингвистические сведения
Согласно данным сайта Ethnologue, по степени сохранности язык дикака относится к так называемым развивающимся языкам, поскольку этот язык устойчиво используется представителями этнических общностей диджим и бвилим всех поколений, включая младшее, и имеет стандартную форму, хотя и без строгих устоявшихся норм и без широкого распространения. Диалект диджим распространён среди носителей языка джалаа (чен туум), более того, среди младшего и среднего поколения представителей этнической общности джалаа диалект диджим является первым языком. В основном представители этнических общностей диджим и бвилим придерживаются традиционных верований (50 %), значительная часть диджим и бвилим исповедует христианство (46 %), небольшая часть исповедует ислам (4 %).

### Диалекты
Дикака представляет собой диалектный континуум, включающий два диалектных ареала — диджим и бвилим.

## Письменность
Современный вариант письменности языка дикака основан на латинском алфавите. Основы орфографии диалекта диджим изложены в издании Reading & Writing Book (2006). На язык дикака переводятся фрагменты Библии (с 2008 года). Имеются аудиозаписи Евангелия от Луки, готовится к печати перевод этого евангелия.